# 11. červenec
11. červenec je 192. den roku podle gregoriánského kalendáře (193. v přestupném roce). Do konce roku zbývá 173 dní. Svátek má Olga.

## Události

### Česko
- 1412 – Tři mladí tovaryši - Martin Křidélko, Jan Hudec ze Slaného a Stašek Polák - byli v popraveni na Staroměstském náměstí v Praze. Sám král Václav IV. jim kladl za vinu, že bouřili proti prodeji odpustků vyhlášenému papežem Janem XXIII. O propuštění mladíků jednal na radnici mistr Jan Hus, avšak marně. Po tomto incidentu se ještě zhoršily vztahy mezi Husem a Václavem IV.
- 1619 – Nad českým Jimramovem prolétlo podle kroniky „ohnivé mlýnské kolo“, patrně kulový blesk.
- 1809 – V bitvě u Znojma porazila francouzská armáda armádu Rakouského císařství.
- 1951 – Národní shromáždění schválilo zákon č. 65/1951 Sb., o ochraně státních hranic, který svěřil ochranu státní hranice do působnosti pohraniční stráže.
- 1955 – V Gottwaldových sadech v Chebu vztyčili pomník Jana Hány Na stráži míru. Toto sousoší bylo po r. 2000 načas umístěno na vrchu Dyleň (940 metrů) v Českém lese
- 1960 – Poslanci Národního shromáždění schválili socialistickou ústavu a přijali nový název Československá socialistická republika. Současně podstatně změnili státní znak zcela proti pravidlům heraldiky.
- 2002 – Novým předsedou Poslanecké sněmovny se stal sociální demokrat Lubomír Zaorálek.
- 2017 – Česká tenistka Karolína Plíšková se stala světovou tenisovou jedničkou, kterou byla pouhých 8 týdnů.

### Svět
- 0138 – Po smrti Hadriána se stal římským císařem Antoninus Pius.
- 0472 – Poté, co byl západořímský císař Anthemius obléhán v Římě svými vlastními generály, byl zajat v Bazilice svatého Petra a popraven
- 0813 – Byzantský císař Michael I. Rangabe byl donucen abdikovat a předal vládu Leonovi V. a stal se mnichem pod jménem Athanasius
- 0911 – V Saint-Clair-sur-Epte podepsali smlouvu Karel III. Francouzský a Rollo z Normandie, díky které se Vikingové mohli usazovat na území Normandie. Jako protislužbu poté nesměli proti Frankům podnikat své nájezdy.
- 1156 – Obléhání Shirakawa-den v Japonsku
- 1174 – Třináctiletý Balduin IV. Jeruzalémský se stal králem Jeruzaléma. Raimond III. z Tripolisu byl jeho regent a Vilém z Tyru jeho kancléř
- 1244 – Tatarské hordy rabují Jeruzalém, vyvražďují křesťany a vyhánějí ven z města Židy.
- 1302 – U belgického města Kortrijk v provincii Západní Flandry zvítězilo převážně pěší, polními zátarasy chráněné vojsko vzbouřených flanderských měst vedených Bruggami nad rytířským vojskem francouzského krále Filipa IV. v takzvané "bitvě ostruh". Filip IV. nucen uznat nezávislost Flander.
- 1346 – Český král Karel IV. zvolen králem Svaté říše římské.
- 1376 – Anglický "Good Parliament" se schází v Londýně
- 1405 – Námořní výprava s největším počtem lodí na světě vyplula z čínského přístavu Liou-jia. Páteří celého uskupení jsou tzv. lodě pokladů. Každá z nich má na délku 152 metrů a na šířku 16 metrů. Jako vojenská ochrana je doprovází další desítky plavidel, takže nakonec vyplouvá z přístavu Liou-jia (v dnešní čínské provincii Tiang-su) dvě stě osm lodí současně! Flotě, která se vydává na objevování světa, velí Čeng Che
- 1533 – Jindřich VIII. je vyloučen z katolické církve papežem Klementem VII.
- 1708 – Války o dědictví španělské: proběhla bitva u Oudenaarde. Vévoda z Marlborough spolu s Evženem Savojským v ní připravili drtivou porážku francouzské armádě vedené vévodou burgundským a vévodou z Vendôme.
- 1776 – James Cook vyplouvá na svou třetí cestu kolem světa, Jeho úkolem bylo najít cestu z Tichého oceánu do severního Atlantiku kolem Aljašky.
- 1895 – Vůbec první automobilový závod z Paříže do Bordeaux o délce 1 178 km ujel vítěz za 48 hodin a 48 minut.
- 1914 – Legendární hráč baseballu Babe Ruth hraje v Clevelandu svůj první zápas v MLB za tým Chicago White Sox.
- 1921 – Mongolsko získalo nezávislost na Číně.
- 1932 – Americký president Herbert Hoover přiznává, že prohibice nefunguje, přimlouvá se za státem organizovaný prodej alkoholu.
- 1943 – Masakr Poláků ve Volyni ukrajinskými nacionalisty
- 1945 – Sověti souhlasí s předáním Západního Berlína Spojencům.
- 1955 – Kongres Spojených států amerických odsouhlasil, že na každé bankovce bude nápis "In God We Trust" (Věříme v Boha).
- 1979 – Skylab, první americká orbitální kosmická stanice, dopadla na Zemi. (Byla vypuštěna 14. května 1973).
- 1987 – Počet lidí na Zemi překročil hranici 5 miliard. Za pětimiliardtého obyvatele planety byl prohlášen Matej Gašpar, narozený v Záhřebu.
- 1995 – Srebrenický masakr.
- 2006 – Ukončena podpora Microsoft Windows 98 (vydaných 25. června 1998).
- 2010 – Španělé se v Jihoafrické republice poprvé stali mistry světa ve fotbale.

## Narození

### Česko

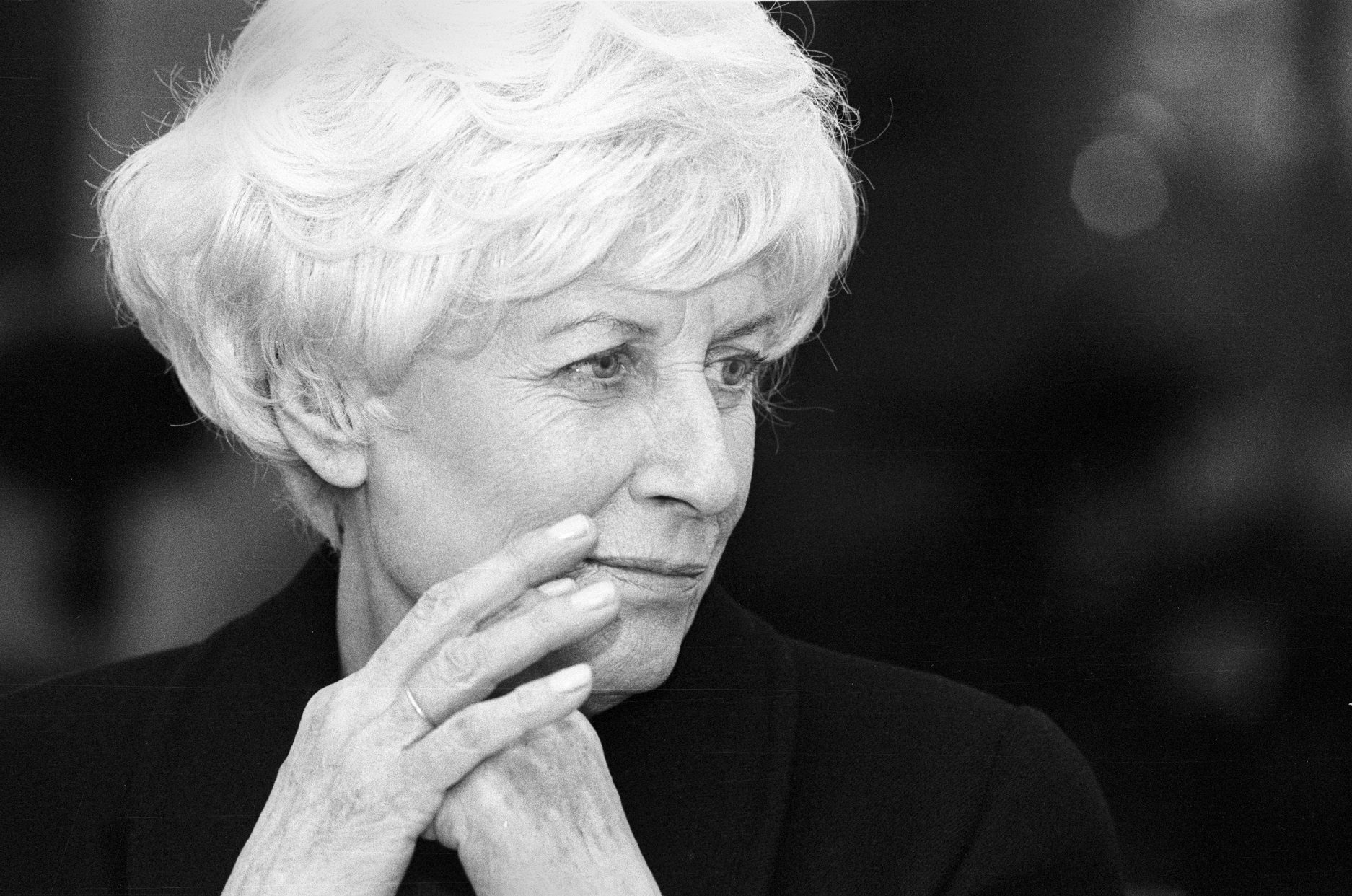
Olga Havlová (* 1933)

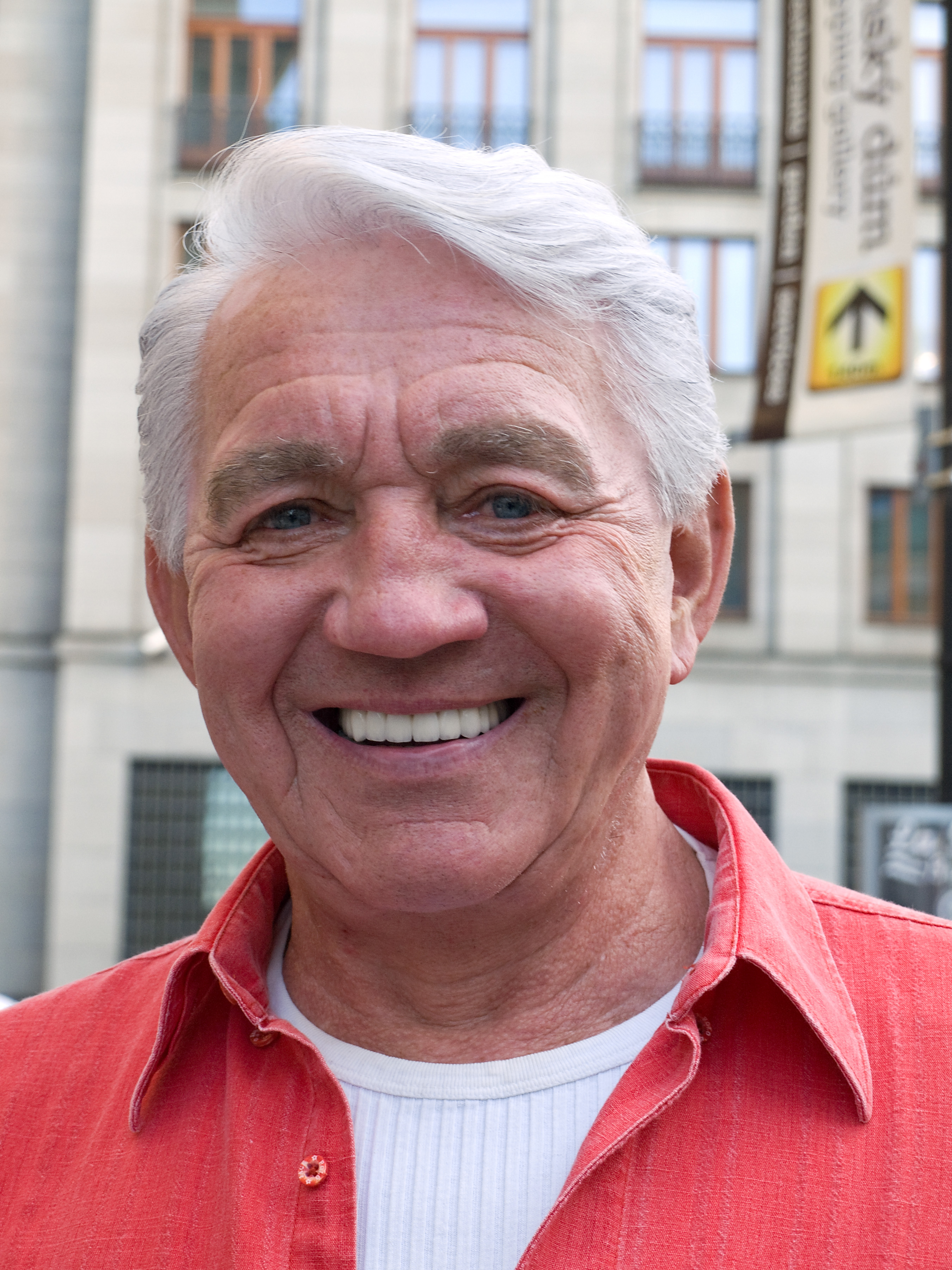
Jiří Krampol (* 1938)

- 1771 – Antonín Butz z Rollsbergu, olomoucký kanovník a prelát († 31. prosince 1843)
- 1782 – Josef Dlask, rychtář a písmák († 1853)
- 1807 – Josef Tichatschek, operní pěvec († 18. ledna 1886)
- 1817 – Bohuslava Rajská, vlastenka, pedagožka, básnířka a spisovatelka († 2. května 1852)
- 1821 – Johann Maresch, rakouský a český podnikatel a politik německé národnosti († 1914)
- 1822 – Alois Oliva, velkoobchodník a mecenáš († 21. prosince 1899)
- 1843 – Jan Pleva, poslanec Českého zemského sněmu a Říšské rady († 23. března 1929)
- 1846 – Adalbert Johanny, moravskoostravský starosta († 20. prosince 1919)
- 1864 – Josef Braun, spisovatel († 28. června 1891)
- 1888 – Jindřich Vojáček, právník a hudební skladatel (padl mezi 7. až 10. květnem 1945 při Pražském povstání)
- 1891
  - Zdeněk Fierlinger, sociálně-demokratický a později komunistický funkcionář († 2. května 1976)
  - Vladimír Silovský, grafik († 26. dubna 1974)
- 1895 – Suzanne Marwille, herečka a scenáristka († 14. ledna 1962)
- 1903 – Vladimír Šacha, spisovatel († 6. července 1986)
- 1911 – Marie Glázrová, herečka († 19. února 2000)
- 1913 – Zdeněk Galuška, spisovatel, vypravěč a malíř († 13. února 1999)
- 1918
  - Miloslav Bělonožník, skokan na lyžích († 12. ledna 2010)
  - Václav Vacek, houslista a hudební pedagog († 1992)
- 1920 – Dana Medřická, herečka († 21. ledna 1983)
- 1921 – Vojtěch Lukaštík, československý voják a příslušník výsadku Intransitive († 8. ledna 1943)
- 1923
  - František Belfín, hudební skladatel a dirigent († 25. února 1997)
  - František Havránek, trenér československé fotbalové reprezentace († 26. března 2011)
  - Ludmila Dvořáková, operní pěvkyně – sopranistka († 30. července 2015)
- 1925 – Božena Portová, zpěvačka a spoluzakladatelka Sester Allanových
- 1927 – Miloslav Stibor, fotograf († 7. března 2011)
- 1928 – Sinaj Adler, rabín († 11. července 2020)
- 1930 – Blažena Holišová, herečka († 7. dubna 2011)
- 1931 – Hugo Demartini, sochař († 15. září 2010)
- 1933 – Olga Havlová, první manželka Václava Havla († 27. ledna 1996)
- 1934 – Jan Petr Velkoborský, překladatel z finštiny a angličtiny († 30. listopadu 2012)
- 1936 – Hana Doskočilová, spisovatelka († 7. února 2019)
- 1938
  - Jiří Krampol, herec († 26. července 2025)
  - Petr Herrmann, filmový a divadelní herec
- 1940 – Miloslav Zavadil, česko-rakouský tanečník, herec, choreograf († 17. září 2007)
- 1951 – Lenka Machoninová, herečka
- 1960 – Vladimír Darjanin, režizér, generální ředitel České filharmonie
- 1996 – Dominik Feri, politik

### Svět

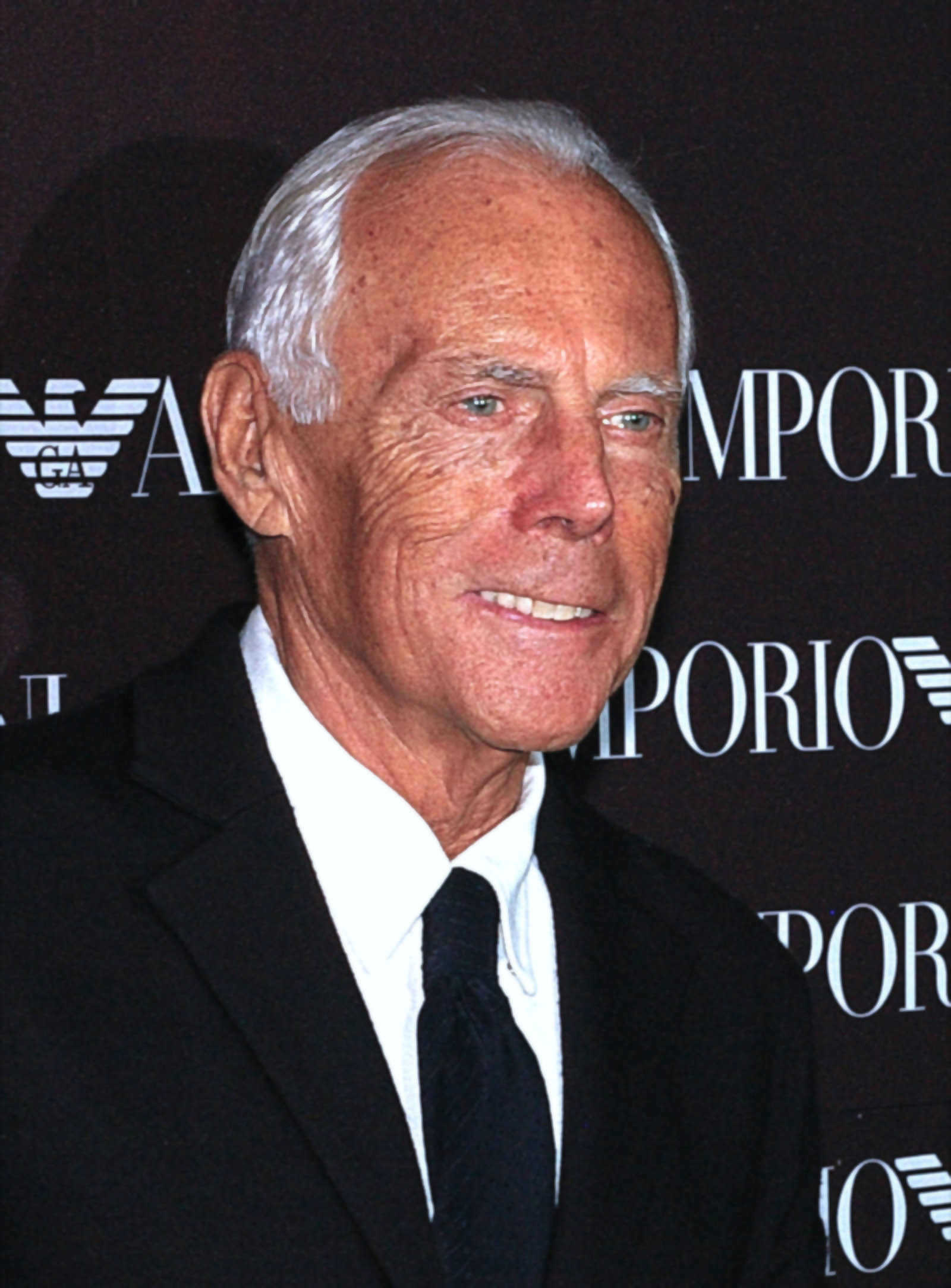
Giorgio Armani (* 1934)

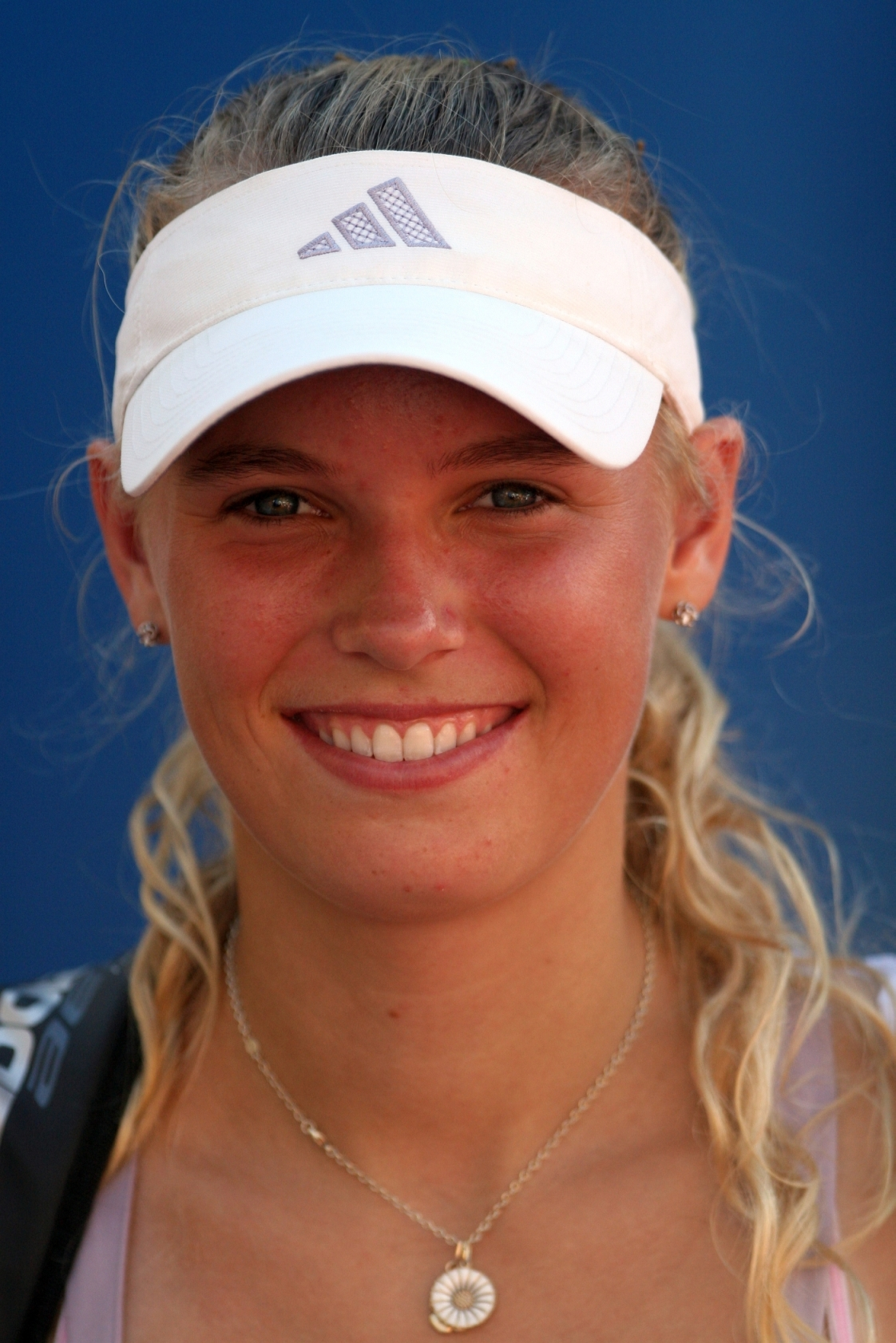
Caroline Wozniacká (* 1990)

- 1165 – Albrecht III. z Bogenu, hrabě z Bogenu († 20. prosince 1197)
- 1274 – Robert I. Skotský, skotský král († 7. června 1329)
- 1561 – Luis de Góngora y Argote, španělský básník, dramatik a kněz († 1627)
- 1662 – Maxmilián II. Emanuel, vévoda a kurfiřt bavorský († 1726)
- 1722 – Jiří Vilém Hesensko-Darmstadtský, německý šlechtic a princ († 21. června 1782)
- 1723 – Karolína Luisa Hesensko-Darmstadtská, bádenská markraběnka a amatérská umělkyně († 8. dubna 1783)
- 1732 – Jérôme Lalande, francouzský astronom a spisovatel († 1807)
- 1734 – Josef Kohout, hudební skladatel a loutnista českého původu († 12. května 1777)
- 1750 – Elizabeth Armistead, britská kurtizána († 8. července 1842)
- 1657 – Fridrich I. Pruský, braniborský kurfiřt a první pruský král († 1713)
- 1767 – John Quincy Adams, šestý prezident USA († 1848)
- 1810 – Auguste Bussière, francouzský literární kritik († 11. května 1891)
- 1834 – James McNeill Whistler, britský malíř a grafik († 17. července 1904)
- 1838
  - John Wanamaker, americký podnikatel a politik († 12. prosince 1922)
  - Štefan Dávid, slovenský filolog a pedagog († 10. února 1928)
- 1842 – Alfréd z Lichtenštejna, česko-rakouský šlechtic († 8. října 1907)
- 1846 – Léon Bloy, francouzský katolický spisovatel, esejista, autor pamfletů a básník († 1917)
- 1854 – Harold Peto, anglický zahradní architekt († 16. dubna 1933)
- 1857 – David Prain, skotský botanik († 1944)
- 1864 – Petar Danov, bulharský mystik a duchovní učitel († 27. prosince 1944)
- 1871 – Velimir Vukićević, předseda vlády Království Srbů, Chorvatů a Slovinců († 27. listopadu 1930)
- 1873 – Jindřich Fürst, malíř († 27. ledna 1943)
- 1880 – Reveriano Soutullo, španělský hudební skladatel († 29. října 1932)
- 1881 – Luigi Motta, italský spisovatel († 18. prosince 1955)
- 1882 – Leonard Nelson, německý matematik a profesor filosofie († 29. října 1927)
- 1883 – Walter Pach, historik umění, publicista († 27. listopadu 1958)
- 1888 – Carl Schmitt, německý právní a politický teoretik († 7. dubna 1985)
- 1893 – Tancred Ibsen, norský důstojník, pilot, filmový režisér a scenárista († 4. prosince 1978)
- 1896 – Ludwik Fleck, polský lékař a mikrobiolog († 5. července 1961)
- 1903 – Viljam Genrichovič Fišer, Rudolf Abel, ruský špión († 15. listopadu 1971)
- 1912 – Sergiu Celibidache, rumunský dirigent a hudební skladatel († 14. srpna 1996)
- 1915 – Yul Brynner, rusko-americký divadelní a filmový herec († 10. října 1985)
- 1916
  - Alexandr Michajlovič Prochorov, sovětský fyzik († 8. ledna 2002)
  - Gough Whitlam, premiér Austrálie
- 1919 – Benjamin Tamuz, izraelský spisovatel, novinář, umělecký kritik, malíř a sochař († 19. července 1989)
- 1920
  - Richard Dell, novozélandský zoolog († 6. března 2002)
  - Zecharia Sitchin, izraelský novinář a záhadolog († 9. října 2010)
- 1923 – Richard Pipes, americký historik († 17. května 2018)
- 1924 – Peter Sever, slovenský spisovatel († 22. července 2004)
- 1930 – Harold Bloom, americký literární teoretik († 14. října 2019)
- 1934 – Giorgio Armani, italský módní návrhář
- 1941 – Henry Lowther, britský trumpetista
- 1943 – Howard Gardner, americký vývojový psycholog
- 1945 – András Arató, maďarský elektroinženýr a model, který se proslavil jako meme
- 1946
  - John Lawton, anglický rockový a bluesový zpěvák († 29. června 2021)
  - Uladzimir Njakljajev, běloruský básník a spisovatel a politik
  - Jack Wrangler, americký pornoherec a režizér († 7. dubna 2009)
- 1947 – Jaroslav Pollák, slovenský fotbalista, československý reprezentant († 26. června 2020)
- 1948 – Hector Zazou, francouzský hudební skladatel a producent († 8. září 2008)
- 1950 – Lawrence DeLucas, americký vědec a astronaut
- 1955 – Sergej Babinov, sovětský hokejový reprezentant
- 1956
  - Amitav Ghosh, bengálský spisovatel
  - Sela Ward, americká herečka
- 1957 – Peter Murphy, britský hudebník
- 1958
  - Ferejdún Abbásí Davání, íránský jaderný fyzik  († 13. června 2025)
  - Hugo Sánchez, mexický fotbalový trenér a bývalý fotbalista
- 1959
  - Suzanne Vega, americká folková písničkářka
  - Tobias Moretti, rakouský herec
  - Richie Sambora, kytarista rockové skupiny Bon Jovi
- 1963 – Al MacInnis, kanadský lední hokejista
- 1964 – Craig Charles, britský herec
- 1967 – Jeff Corwin, americký moderátor naučných pořadů o přírodě
- 1970 – Justin Chambers, americký herec a mužský model
- 1971 – Leisha Hailey, americká herečka (Láska je Láska) a hudebnice (Uh Huh Her)
- 1974 – André Ooijer, nizozemský fotbalista
- 1981 – Martin Ďurica, slovenský fotbalista
- 1984 – Morné Steyn, jihoafrický ragbista
- 1985 – Jonathan Sexton, irský ragbista
- 1989 – Martin Kližan, slovenský tenista
- 1990 – Caroline Wozniacká, dánská tenistka

## Úmrtí

### Česko

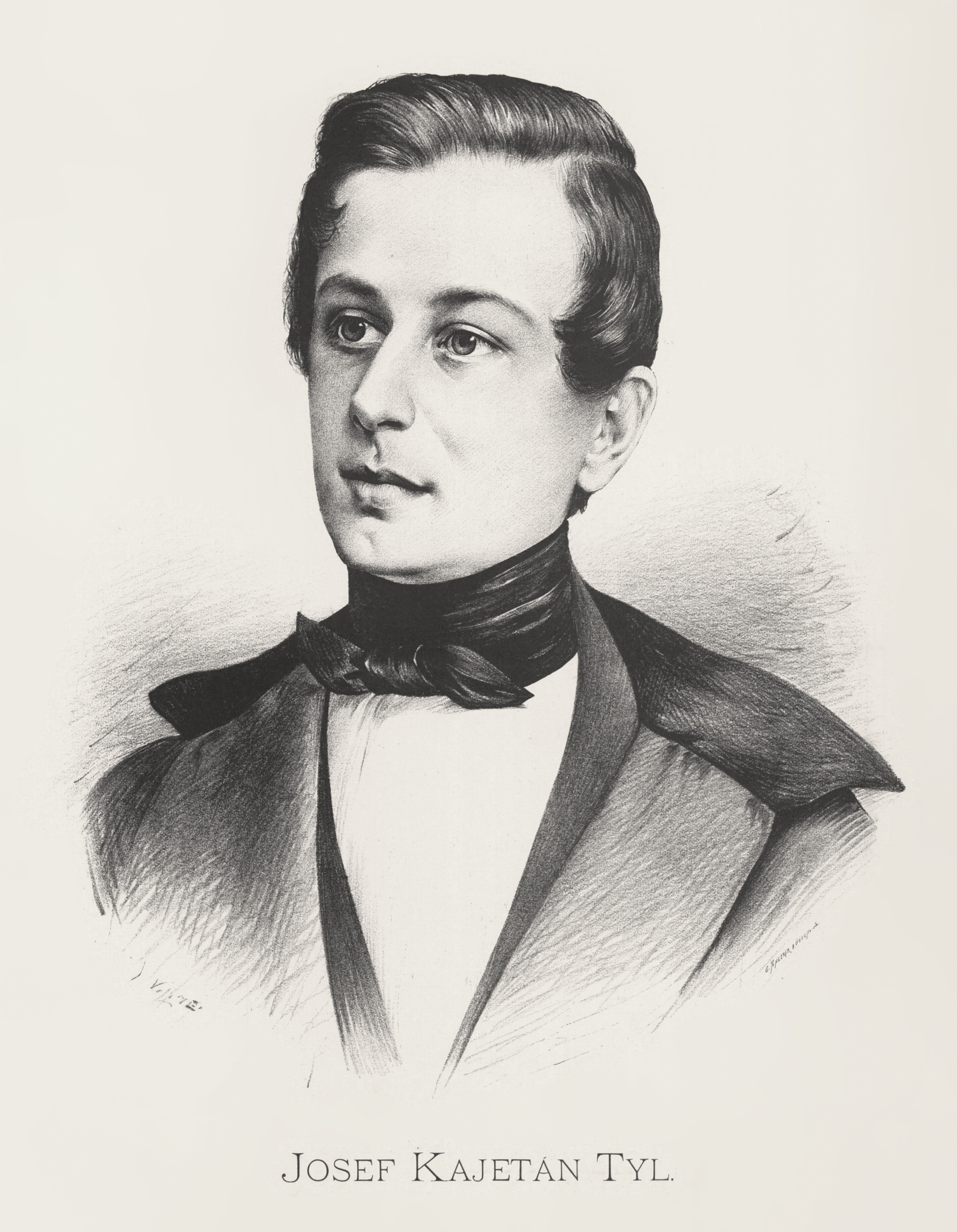
Josef Kajetán Tyl († 1856)

- 1341 – Markéta Lucemburská, bavorská vévodkyně, nejstarší dcera Jana Lucemburského a Elišky Přemyslovny (* 8. července 1313)
- 1362 – Anna Svídnická, česká královna a římská císařovna, třetí manželka římského císaře a českého krále Karla IV. (* 1339)
- 1451 – Barbora Cellská, římská císařovna, uherská a česká královna jako manželka Zikmunda Lucemburského, (* 1390–1395)
- 1492 – Hynek z Poděbrad, syn krále Jiřího z Poděbrad (18. května 1452)
- 1778 – Joseph Stepling, český astronom (* 1716)
- 1856 – Josef Kajetán Tyl, český dramatik a spisovatel (* 4. února 1808)
- 1894 – Josef Fischer, lékař a český národní buditel (* 16. dubna 1815)
- 1931 – Stanislav Rolínek, český sochař (* 9. února 1902)
- 1948 – Viktorin Vojtěch, profesor fotochemie a vědecké fotografie (* 16. července 1879)
- 1950 – Alois Kunz, československý politik německé národnosti (* 14. srpna 1877)
- 1955 – Ida Münzbergová, česká malířka (* 19. února 1876)
- 1957 – Bedřich Šupčík, sportovní gymnasta, první československý olympijský vítěz (* 22. října 1898)
- 1961 – Kamill Resler, český právník a bibliofil (* 23. prosince 1893)
- 1963 – František Bednář, český evangelický teolog a historik (* 10. července 1884)
- 1966 – Josef Kotas, komunistický politik, starosta Ostravy (* 12. září 1891)
- 1970 – Jiřina Skupová, česká loutkoherečka (* 2. února 1895)
- 1973 – Albína Honzáková, představitelka českého ženského hnutí (* 7. dubna 1877)
- 1978 – Ladislav Menzel, filosof (* 13. června 1929)
- 1985 – Timoteus Pokora, český sinolog (* 26. června 1928)
- 1988 – Ludmila Pecháčková, česká subreta, tanečnice, žurnalistka a spisovatelka (* 3. února 1906)
- 1991 – Felix Zbořil, voják a politický vězeň komunistického režimu (* 9. ledna 1916)
- 1996 – Oldřich Laštůvka, malíř (* 16. prosince 1913)
- 2005 – Igor Němec, český bohemista (* 12. června 1924)
- 2009 – Josef Olejník, český katolický kněz, hudebník, pedagog a skladatel (* 1. července 1914)
- 2011
  - Hynek Hlasivec, český stavbař, mostař (* 29. ledna 1926)
  - Jaroslav Jiřík, český hokejista (* 10. prosince 1939)
  - Vendelín Macho, vědec, chemik, vynálezce a politik (* 20. října 1931)
- 2012 – Petr Štěpánek, český matematik, vysokoškolský pedagog a poslanec (* 24. ledna 1943)
- 2015 – Ota Petřina, kytarista, skladatel, textař, zpěvák a kapelník (* 4. června 1949)

### Svět

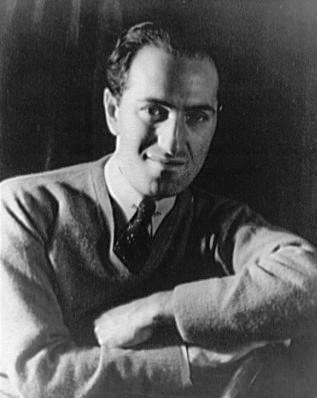
George Gershwin († 1937)

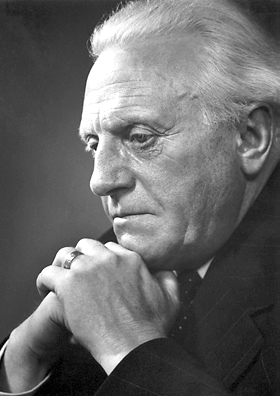
Pär Lagerkvist († 1974)

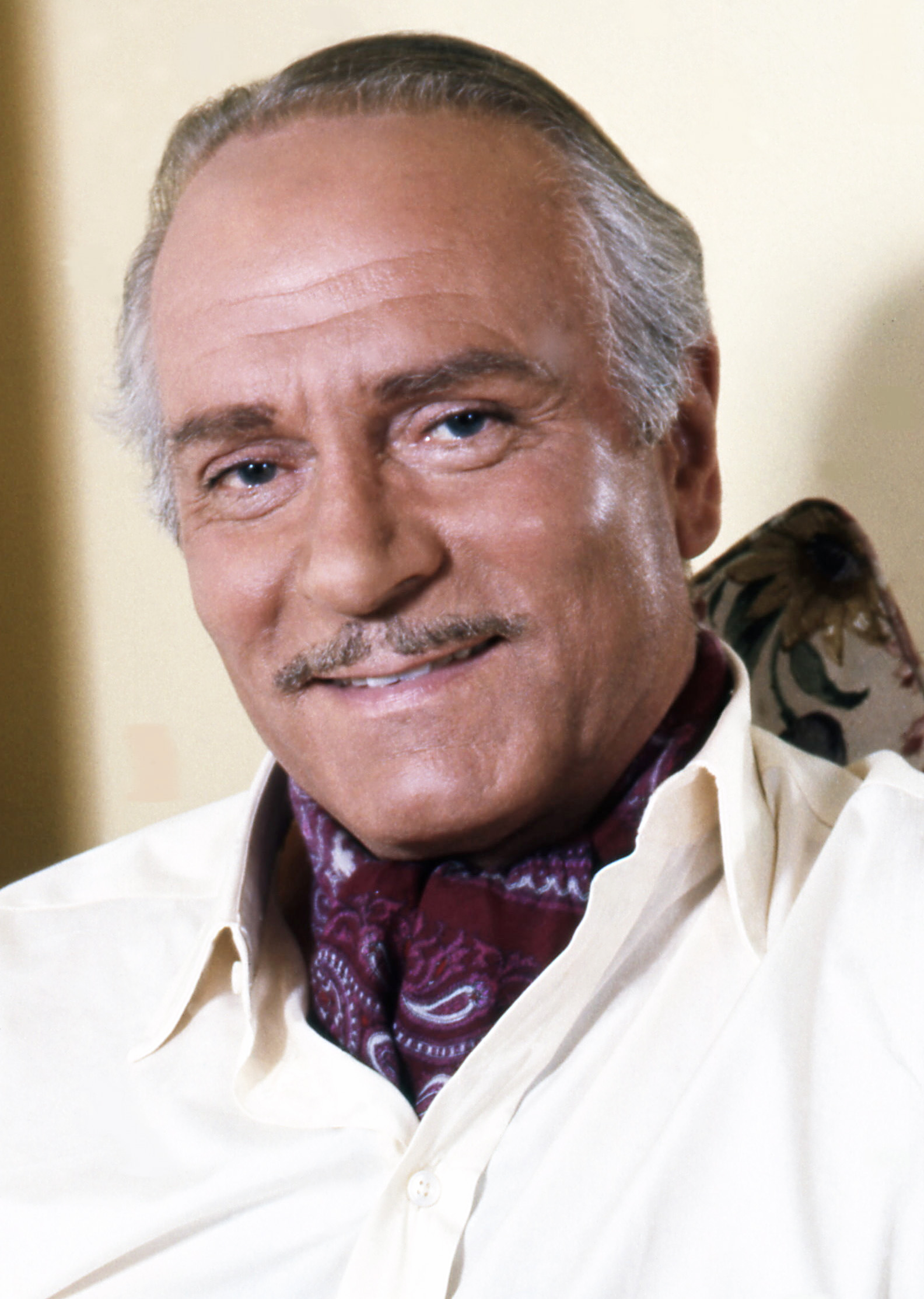
Laurence Olivier († 1989)

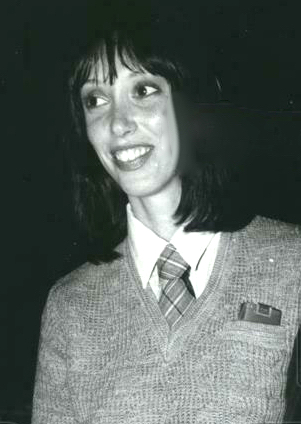
Shelley Duvallová († 2024)

- 0969 – Olga, kněžna Kyjevské Rusi, pravoslavná svatá (* ?)
- 1174 – Amaruy I., hrabě z Jaffy a Askalonu a jeruzalémský král (* 1136)
- 1183 – Ota I. Bavorský, bavorský falckrabě a vévoda (* 1117)
- 1302 – Robert II. z Artois, hrabě z Artois (* 1250)
- 1355 – Fridrich I. Athénský, vévoda z Randazza, Athén, Neopatrie a hrabě z Malty
- 1382 – Mikuláš Oresme, francouzský scholastický učenec, teolog a biskup (* před 1330)
- 1593 – Giuseppe Arcimboldo, italský malíř (* 1526 nebo 1527)
- 1599 – Motočika Čósokabe, japonský daimjó období Sengoku (* 1538)
- 1766 – Alžběta Parmská, španělská královna jako manželka Filipa V. (* 1692)
- 1768 – José de Nebra, španělský hudební skladatel (* 1702)
- 1793 – Jacques Cathelineau, francouzský roajalistický generál období Velké francouzské revoluce (* 1759)
- 1844 – Jevgenij Abramovič Baratynskij, ruský básník (* 1800)
- 1847 – Georg Lankensperger, německý vynálezce (* 1779)
- 1905 – Muhammad Abdo, egyptský islámský teolog, reformátor a publicista (* 1849)
- 1909 – Simon Newcomb, kanadsko-americký matematik a astronom (* 1835)
- 1917 – Charles Horton Peck, americký mykolog (* 30. března 1833)
- 1918 – Hugo Henneberg, rakouský fotograf (* 27. července 1863)
- 1920 – Evženie z Montija, manželka francouzského císaře Napoleona III. (* 1920)
- 1930 – Andon Zako Çajupi, albánský spisovatel (* 27. března 1866)
- 1931 – Giovanni Boldini, italský malíř (* 31. prosince 1842)
- 1937 – George Gershwin, americký skladatel (* 1898)
- 1941 – Arthur John Evans, britský archeolog, objevitel mínojské civilizace (* 1851)
- 1948
  - John Anderson, americký olympijský vítěz v hodu diskem (* 4. července 1907)
  - Franz Weidenreich, německý anatom a antropolog (* 7. června 1873)
- 1964 – Maurice Thorez, vůdce francouzské komunistické strany (* 28. dubna 1900)
- 1966 – Delmore Schwartz, americký básník (* 8. prosince 1913)
- 1970
  - Clinton Rossiter, americký historik a politolog (* 18. září 1917)
  - Agustín Muñoz Grandes, španělský generál, předseda španělské vlády (* 27. ledna 1896)
- 1971
  - Pedro Rodríguez de la Vega, mexický automobilový závodník (* 18. ledna 1940)
  - John Wood Campbell jr., americký spisovatel sci-fi (* 1910)
- 1972 – Jevgenij Babič, sovětský hokejista (* 7. ledna 1921)
- 1974 – Pär Lagerkvist, švédský básník, dramatik, romanopisec a autor povídek a esejí, nositel Nobelovy ceny za literaturu (* 1891)
- 1977 – Jicchak Danciger, izraelský sochař (* 26. června 1916)
- 1982
  - Andrej Plávka, slovenský prozaik a básník (* 1907)
  - Meša Selimović, srbský a bosenský spisovatel (* 26. dubna 1910)
- 1983 – Ross Macdonald, americký spisovatel, autor detektivních románů (* 1915)
- 1988 – Barbara Woottonová, britská socioložka, kriminalistka a ekonomka (* 1897)
- 1989 – Laurence Olivier, britský režisér, herec, dramatik a divadelní manažer (* 1907)
- 1994 – Lex Humphries, americký bubeník (* 22. srpna 1936)
- 1999 – Oldrich Benda, slovenský fyzik (* 18. listopadu 1924)
- 2000 – Jaroslav Filip, slovenský hudebník, skladatel, humorista, dramaturg, herec (* 1949)
- 2003 – Stěpan Vasiljevič Červoněnko, sovětský politik a diplomat (* 16. září 1915)
- 2005 – Klára Jarunková, slovenská spisovatelka (* 28. dubna 1922)
- 2007
  - Alfonso López Michelsen, kolumbijský prezident 1974 – 1978 (* 1913)
  - Lady Bird Johnsonová, manželka Lyndona B. Johnsona, v letech 1963–1969 první dáma USA (* 1912)
- 2008 – Anatolij Pristavkin, ruský spisovatel a bojovník za lidská práva (* 1931)
- 2014
  - Charlie Haden, americký kontrabasista (* 6. srpna 1937)
  - Tommy Ramone, americký hudebník a hudební producent (* 29. ledna 1952)
- 2015 – Giacomo Biffi, italský kněz, kardinál (* 13. června 1928)
- 2020 – Sinaj Adler, rabín (* 11. července 1928)
- 2023 – Milan Kundera, česko-francouzský spisovatel (* 1. dubna 1929)
- 2024 – Shelley Duvallová, americká herečka (* 7. července 1949)

## Svátky

### Česko
- Olga, Helga
- Pius
- Socialistický kalendář:
  - Státní svátek Mongolské lidové republiky
  - Den Pohraniční stráže

### Svět
- Světový den populace (OSN)
- Mezinárodní den reflexe a připomínání genocidy ve Srebrenici v roce 1995 (OSN)
- Pius I.: desátý papež katolické církve († 154)
- Mongolsko: Národní den
- Horní Volta: Den nezávislosti
- Niger: Den nezávislosti
- Pobřeží slonoviny: Den nezávislosti
- Belgie: Vlámský den (slaví se jen v severní Belgii)
- Jihoafrická republika: Rodinný den (je-li pondělí)
- Svazijsko: Den rudého tance (je-li pondělí)
- Čína: Národní den moří
- Argentina: Den Aníbala Troila

### Liturgický kalendář
- Sv. Benedikt
- Sv. Pius

| 11. červenec v pražském KlementinuÚdaje jsou platné k 8. 7. 2025. | 11. červenec v pražském KlementinuÚdaje jsou platné k 8. 7. 2025. | 11. červenec v pražském KlementinuÚdaje jsou platné k 8. 7. 2025. |
| minimum                                                           | denní průměr                                                      | maximum                                                           |
| ----------------------------------------------------------------- | ----------------------------------------------------------------- | ----------------------------------------------------------------- |
| 8,4 °C (1978)                                                     | 20,0 °C (od 1961)                                                 | 36,0 °C (2010)                                                    |